# Джино Бекі
Джино Бекі (італ. Gino Bechi; 16 жовтня 1913, Флоренція — 2 лютого 1993 Флоренція) — італійський співак (баритон); був провідним оперним співаком Риму, Мілану, гастролював у Лондоні, Нью-Йорку, Чикаго, Буенос-Айресі, Каїрі. Окрім того записав десятки платівок оперних арій, кілька альбомів естрадних пісень та відзнявся у десятку музичних фільмів.

## Життєпис
Джино Бекі народився в 1913 році у Флоренції, в заможній родині місцян. Окрім класичної освіти, Джино навчався вокалу в маестро Де Джорджі (De Giorgi) та в Рауля Фрацці (Raul Frazzi), останнього він вважав своїм єдиним педагогом. Навчаючись у Флорентійській консерваторії, він спізнався з маестро Віто Фрацці (Vito Frazzi), і цей класик нео-романтизму в італійській музиці став сподвижником молодого талановитого баритона. І вже в 23 роки, Джино Бекі дебютував на великій сцені: 17 грудня 1936 року в містечку Емполі він виконував партію Жоржа Жермона у «Травіаті» Верді. Хвалебні відгуки преси та глядачів і підтримка Фрацці (який в ті роки співпрацював зі всіма знаними оперними театрами Італії) далися взнаки, перспективного баритона вже наступного року запросили до столиці, в Римську оперу. А ще через рік, Джино долучили до прем'єри сезону: партія Володимира в опері «Монте Івнор» (Monte Ivnor) Людовіко Рокка.
Невдовзі, невеличка оказія в Мілані, головна сцена країни, Ла Скала втратила свого соліста, першого баритона і їм довелося в поспіху шукати заміну. За підказкою композитора Фрацці, вони звернули увагу на молодого Джино Бечі і запросили його на оглядини. А вже, поготів, в січні 1940 року запропонували йому партію Дона Карло в опері «La Forza Del Destino». Джино впорався із дебютом в Мілані, а схвальні відгуки преси й прихильників опери його ще більше підбадьорювали та спонукали до творчості. Працюючи обабіч таких оперних зірок як Беньяміно Джильї (Beniamino Gigli) та Джини Сінья (Gina Cigna) Джині Бекі швидко набирався досвіду та майстерності, що за кілька років став провідним солістом театру, щоразу відкриваючи оперний сезон і виконуючи головні сольні партії у виставах. А то були не прості водевілі, а найскладніші й найгучніші взірці оперної майстерності: «Ріголетто», «Отелло», «Трубадур» та інші майстрів слова та нотного стану: Верді, Пучіні, Россіні, Жоржа Бізе, Донічеллі, Вагнера, Пучіні.
Звичайно, такі відповідальні ролі не оминули глядачів та продюсерів і режисерів. Уже в середині 40-х років Джино став понадважливим та затребуваним солістом-баритоном на всю Італію. Джино вдавалося викроювати цяпінку себе й задля інших оперних сцен. Постійно пересуваючись поміж Римом (перебував у трупі з 1939 по 1952 роки) та Міланом (перебував у трупі з 1940 по 1953 роки) він зіграв більше півсотні ролей. А ще встигав на авторські вистави чи невеличкі імпрези в Сієні, рідній Флоренції, Пармі, Вероні та Венеції.
Загалом Джино Бекі не зупинявся в своєму творчому розвитку. Ним було освоєно новий напрямок естради: поєднання класичної опери та неаполітанських вуличних пісень, який пізніше викристалізувався саме в особливість італійської естради. Його естрадні платівки мали надзвичайну популярність, адже він співпрацював з найвідомішими в тогочассі піснярами-ліриками та композиторами. До півсотні пісень лунали з радіо та естрадних площадок Італії Добірка пісень від Джино Бекі. А роками пізніше, їх переспівували відомі естрадні виконавці країни. Серед кращих записів «Сільська честь» П'єтро Масканьї (1940), «Бал-маскарад» (1943) і «Аїда» (1946) Джузеппе Верді (обидві опери диригував — Тулліо Серафін, хор і оркестр Римської опери).
Паралельно із оперою та естрадою, Джино, захопився кіномистецтвом (яке миттєво набирало оберти в Італії). Провідного соліста Ла Скали зчасто запрошували на кіноплощадки виконувати музичні переспіви та вокальні супроводи в музичних та художніх фільмах. А поготів, Дино Бекі став ще й кіноактором: спершу виконуючи другорядні ролі чи вокальні партії, а пізніше вже й головні ролі в музичних фільмах (які, на ті часи, були надпопулярними). Найбіль шпопулярними стали: «Фуга на два голоси» (1942), «Секрет Дон Жуана» (1947), «Божевілля через оперу» (1948), «Травіата» (1968)
Така всестороння затребуваність соліста тішила амбіції його та родини, але це могло відобразитися негативно на його емоційно-фізичному стані. Загалом, втома почала накопичуватися і далася взнаки, в часі гастролей Ла Скали в Лондоні (перших, після війни). Постійні відвідувачи Ковент-Гардена відмітили втомленість й ослаблений голос провідного соліста опери, але майстерність та діапазон його голосу ще хвилював слухачів. Тому повернувшись до Італії, Джино відмовився від активної естрадної діяльності і зосередився на опері та частково на музичних фільмах.
Джино продовжив виступати у Римі та Мілані, ним було освоєно ще зо 2 десятки опер в які він виконував провідні партії. На початку 50 років італійська опера захопила світову творчу спільноту, тому театри почали відправлятися в гастролі, все частіше. Лондоні, Ню-Йорк, Чикаго, Буенос-Айресі, Каїр, Сан-Франциско та низка італійських міст оваціями вітали італійські трупи та їх головних вокалістів. Крім того, Джино успів виступити з низкою відомих оперних співаків: Марія Канілія (Maria Caniglia), Беньяміно Джиґлі (Beniamino Gigli) і навіть з самою Марією Каллас (Maria Callas).
Ще десяток років активних виступів в опері, зробили з Джино Бекі живу легенду. Тим неочікуванішим виявився різкий відхід від публічності та опери, в 1965 році. Але він не повністю полиши свою справу, а присвятив себе викладанню в старшій школі для молодих ліричних співаків у Флоренції. Тоді ж його було обрано президентом Міжнародного співочого конкурсу імені Етторе Бастіаніні, що відбувався щорічно у Сієні.
Ще майже ще 30 років Джино Бекі присвячував себе опері, зокрема наставництву молоді та творчим експериментам (практикуючи консультації для сценаристів та режисерів) і пропагуючи мистецтво опери в Італії. І лише важка хвороба, загасила, його на 80 році життя. Джино Бекі було поховано в його рідній Флоренції у 1993 році

## Творчі набутки

### В опері
За всю свою оперну кар'єру Джино виконував партії в найгучніших та відоміших операх, авторства визначних композиторів:
- Франко Альфано → Воскресіння  (Risurrezione), Дон Хуан де Манара (Don Juan de Manara);
- Вінченцо Белліні → Пуритани';
- Жорж Бізе → Кармен, Шукачі перлів (I pescatori di perle);
- Чайковський Петро Ілліч → Євгеній Онєгін;
- Альфредо Каталані (Alfredo Catalani) →  Ла Валлі (La Wally);
- Франческо Чілеа → Арлесіана (L'Arlesiana);
- Доніцетті Гаетано → Лючія ді Ламмермур, Фаворитка, Поліуто (Poliuto);
- Умберто Джордано → Андре Шеньє:
- Шарль Ґуно → Фауст;
- Руджеро Леонкавалло → Паяци, Заза (Zazà);
- П'єтро Масканьї → Сільська честь;
- Жуль Массне → Таїс (Thaïs);
- Клаудіо Монтеверді → Поєдинок Танкреда і Клоринди (Il combattimento di Tancredi e Clorinda);
- Вольфганг Амадей Моцарт → Дон Жуан;
- Джузепе Мюле (Giuseppe Mulè) → Баронеса ді Каріні (La baronessa di Carini);
- Амількаре Понк'єллі → Джоконда (La Gioconda);
- Джакомо Пуччіні → Джанні Скіккі, Богема, Тоска;
- Людовіко Рокка (Ludovico Rocca) → Монте Івнор (Monte Ivnor);
- Джоаккіно Антоніо Россіні → Севільський цирульник, Вільгельм Телль;
- Антоніо Сальєрі → Фальстафф (Falstaff);
- Ріхард Штраус → Саломея;
- Амбруаз Тома → Гамлет (Hamlet);
- Джузеппе Верді → Аїда, Ернані (Ernani), Фальстаф, Трубадур, Сила долі (La forza del destino), Травіата, Набукко, Отелло, Ріголетто, Бал-маскарад;
- Ріхард Вагнер → Зигфрід (опера)

### Дискографія
Дискографія Джино Бекі становить зо два десятки платівок: як оперних арій так і естрадних пісень тогочасся.
- Сільська честь → солісти Джино Бекі, Мельхіорре Луїс (Lina Bruna Rasa), Бенджаміно Джиґллі (Beniamino Gigli), диригент П'єтро Маскані (Pietro Mascagni) → EMI 1940
- Андре Шеньє' → солісти Джино Бекі, Бенджаміно Джиґллі (Beniamino Gigli), Марія Канілія (Maria Caniglia), диригент Олів'єро Де Фабрітіс (Oliviero De Fabritiis) → EMI 1941
- Бал-маскарад → солісти Джино Бекі, Бенджаміно Джиґллі (Beniamino Gigli), Марія Канілія (Maria Caniglia), Федора Барбері (Fedora Barbieri), Танкреді Пасеро (Tancredi Pasero), диригент Тулліо Серафін (Tullio Serafin) → EMI 1943
- Аїда → солісти Джино Бекі, Марія Канілья (Maria Caniglia), Бенджаміно Джиґллі (Beniamino Gigli), Ебе Стігналі (Ebe Stignani), Танкреді Пасеро (Tancredi Pasero), диригент Тулліо Серафін (Tullio Serafin) → EMI 1946
- Кармен (італійською) → солісти Джино Бекі, Ебе Стігналі (Ebe Stignani), Бенджаміно Джиґллі (Beniamino Giglli), Ріна Джиґллі (Rina Gigli), диригент Вінченцо Беллезза (Vincenzo Bellezza) → EMI 1949
- Набукко → солісти Джино Бекі, Марія Каллас (Maria Callas), Лучано Нероні (Luciano Neroni), Джино Сінімбергі (Gino Sinimberghi), Амалія Піні (Amalia Pini), диригент (Vittorio Gui]]) → запис живого концерту в Неаполі 1949 ed. Cetra/Melodram/Urania/GOP
- Отелло → солісти Джино Бекі', Рамон Вінай (Ramón Vinay), Рената Тібальді (Renata Tebaldi), диригент Габріеле Сантіні (Gabriele Santini) → vivo Napoli 1952 ed. Bongiovanni
- Севільський цирульник → солісти Джино Бекі, Чезаре Валетті (Cesare Valletti), Дора Ґатта (Dora Gatta), Мельхіорре Луїс (Melchiorre Luise), Ніколо Россі-Лемені (Nicola Rossi-Lemeni), диригент Віктор Де Сабата (Victor De Sabata) → dal vivo La Scala 1952 ed. GOP/Memories/Urania
- Севільський цирульник → солісти Джино Бекі, Вікторія де лос Анджелес (Victoria de los Ángeles), Ніколо Монті (Nicola Monti), Ніколо Россі-Лемені (Nicola Rossi-Lemeni), Мельхіорре Луїс (Melchiorre Luise), диригент Тулліо Серафін (Tullio Serafin) → HMV 1952
- Травіата → солісти Джино Бекі, Анна Моффо (Anna Moffo), Франко Бонісоллі (Franco Bonisolli), диригент Бруно Бартолетті (Bruno Bartoletti) → Eurodisc (частина музики до фільму) 1968.

### Фільмографія
- Fuga a due voci → в ролі Карло Людовіко Браґалія (Carlo Ludovico Bragaglia) → (1943)
- Torna a Sorrento → в ролі Карло Людовіко Браґалія (Carlo Ludovico Bragaglia) → (1945)
- Pronto, chi parla? → (1946)
- Amanti in fuga → в ролі Джакомо Джентіломо (Giacomo Gentilomo) → (1946)
- Il segreto di Don Giovanni → (1947)
- Arrivederci, papà! → (1948)
- Una voce nel tuo cuore → в ролі Альберто Д'Аверса (Alberto D'Aversa) → (1949)
- Follie per l'opera → в ролі Маріо Коста (Mario Costa) → (1949)
- Signorinella → в ролі Маріо Маттолі (Mario Mattoli) → (1949)
- Soho Conspiracy → в ролі Сесіл Г.Віллямсон  (Cecil H. Williamson) → (1950)
- Aida → сольні партії → (1953)
- Canzoni a due voci → в ролі Джані Вернуккіо (Gianni Vernuccio) → (1953)
- Sinfonia d'amore → в ролі Ґлаусо Пеллегріні (Glauco Pellegrini) → (1954)
- La chiamavan Capinera... → (1957)
- La traviata → (1968)

## Цікавинки
- Пісня «O verde Ucraina, o dolce Ucraina!», з'явилася у репертуарі Джино Бекі, одразу після 2-ї Світової війни — в 1947 році, прихильники творчості оперного баритона, отримали нагоду почути від нього тужливу пісню про екзотичну Україну. Достеменно, авторство тексту пісні невідоме, як і вибір  Діно Олів'єрі (Dino Olivieri) та Джанкарло Тестоні (Gian Carlo Testoni) на користь цієї лірики[4]. Очевидно, що автором слів мусів бути виходець з України[5], адже відомі італійські аранжувальники ніколи не бували в Україні, і комусь таки вдалося донести до них український колорит. Пісня була записана в супроводі  Оркестру Діно Олів'єрі (Orchestra Dino Olivieri). Відтак аранжувальником та композитором пісні вважається Діно Олів'єрі, а над текстом попрацював відомий тогочасний лірик Джанкарло Тестоні (який ще з 30-х років долучився до числа відомих піснярів країни). Після виходу платівки, вона розійшлася швидко, але й великого ажіотажу не створила.